# Ophiomorus brevipes
Ophiomorus brevipes — вид сцинкоподібних ящірок родини сцинкових (Scincidae). Мешкає в Ірані, Пакистані і Афганістані.

## Поширення і екологія
Ophiomorus brevipes мешкають на сході Ірану, на південному заході Пакистану та в сусідніх районах Афганістану. Вони живуть серед піщаних дюн, слабо порослих чагарниками.